# Ralph Waldemar Hänel

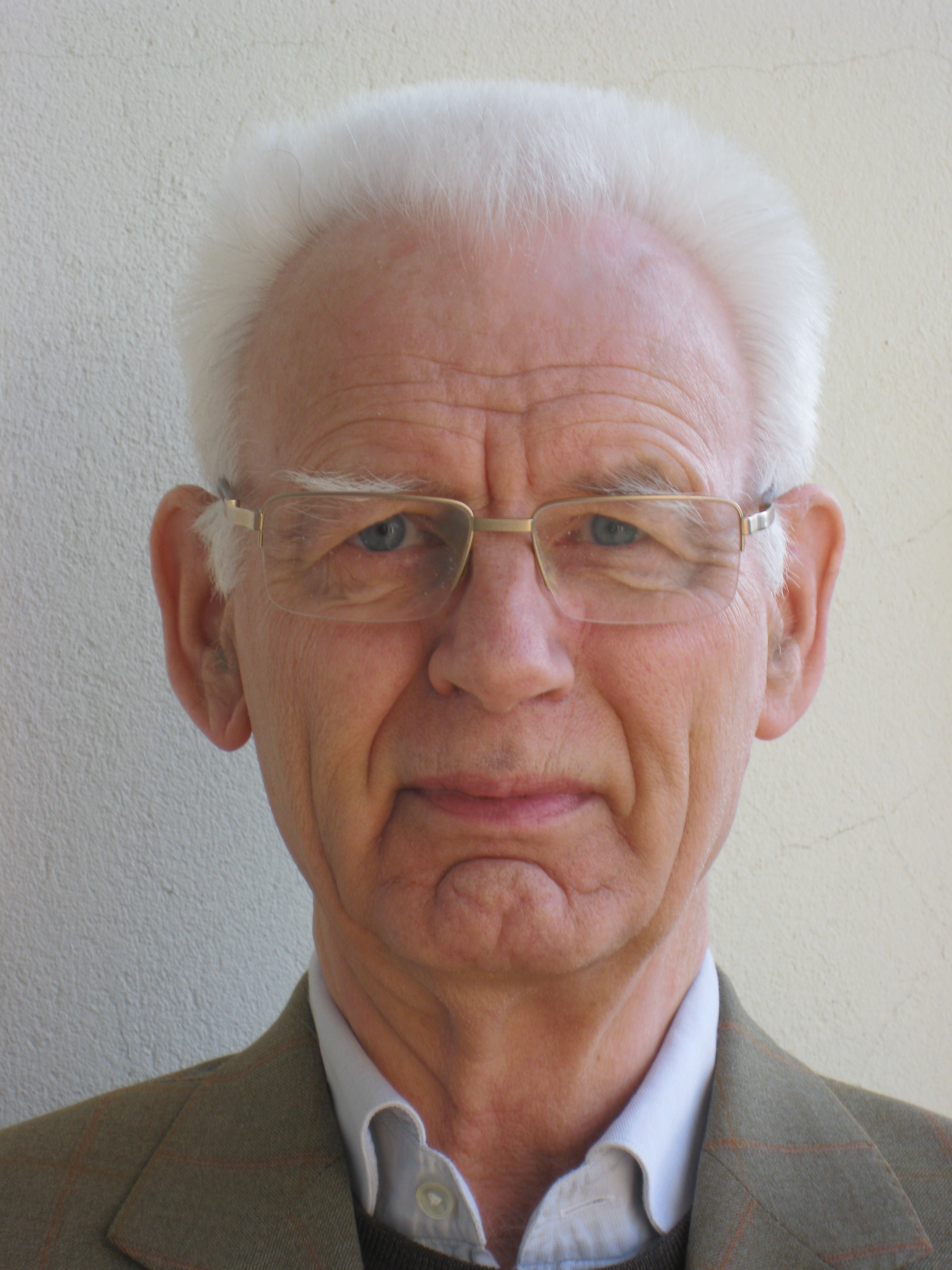
Ralph Hänel im Jahr 2008

Ralph Waldemar Hänel (* 19. Mai 1935 in Dresden) ist ein deutscher Geophysiker und Hochschullehrer.

## Familie
Ralph Hänel ist der Sohn des Bäckers Waldemar Hänel und seiner Ehefrau Käthe, geb. Oeser. Seit 1960 ist er mit der Kauffrau Margret Melcher (* 1936) verheiratet. Sie haben zwei Kinder, den Verfahrenstechniker und Softwareentwickler Jörg (* 1961) und die Betriebswirtschafterin, Steuerberaterin und Wirtschaftsprüferin Antje (* 1963).

## Werdegang
Ralph Hänel besuchte von 1941 bis 1949 die Volksschule in Dresden, worauf er bis 1951 eine Lehre zum Maschinenschlosser im Reichsbahnausbesserungswerk Dresden anschloss. Danach arbeitete er bis 1952 als Maschinenschlosser-Geselle. Anschließend bereitet er sich in Freiberg/Sachsen auf das Abitur vor, das er 1955 bestand. An der Bergakademie Freiberg (heute: Technische Universität Bergakademie Freiberg) studierte er von 1955 bis 1957 Geophysik. Ab 1958 setzte er dieses Studium an der Bergakademie Clausthal (heute: Technische Universität Clausthal) fort und schloss dieses 1961 mit einer Diplomarbeit über die Konstruktionsprinzipien eines Schütteltisches zur Kalibrierung von Geophonen ab. 
Nach Beendigung seines Studiums wechselte Hänel im Jahr 1961 nach Hannover, wo er seine, bis zum Eintritt in den Ruhestand am 1. Januar 1998 andauernde wissenschaftliche Laufbahn begann. Zunächst trat er in das Seismik-Referat der Bundesanstalt für Bodenforschung ein (heute: Bundesanstalt für Geowissenschaften und Rohstoffe (BGR)). 1965 wechselte er in das am selben Ort gelegene Niedersächsische Landesamt für Bodenforschung (NLfB; heute: Landesamt für Bergbau, Energie und Geologie), wo er bis 1986 das Geothermik-Referat leitete. In dieser Zeit erfasste er Temperatur- und Wärmestromdichtedaten im In- und Ausland, wofür er teilweise die erforderlichen Sonden für Messungen in Bohrungen sowie in marinen und Seesedimenten entwickelte und konstruierte. Dies diente ihm zur Schätzung von geothermischen Ressourcen und Reserven sowie zur Überprüfung von Nutzungsmöglichkeiten geothermischer Energie. Aus diesen Vorhaben und weiteren Forschungsarbeiten veröffentlichte er mehr als 100 Beiträge in Fachzeitschriften.
1968 wurde er an der Technischen Universität Clausthal mit der Dissertation zum Thema Untersuchungen zur Bestimmung der terrestrischen Wärmestromdichte in Binnenseen zum Dr. rer. nat. promoviert. 1973 begann er eine Lehrtätigkeit am Institut für Angewandte Geophysik, Petrologie und Lagerstättenforschung der Technischen Universität Berlin, wo er sich im Jahr 1980 habilitierte und die Venia Legendi für das Fach Geophysik erhielt. Dort wurde er auch 1986 zum außerplanmäßigen Professor für das Fach Geophysik ernannt. Von 1975 bis 1989 war Hänel Expert-Rapporteur für die Kommission der Europäischen Gemeinschaften in Brüssel und begutachtete die eingereichten Forschungsvorhaben auf dem Gebiet der Geothermik. Zwischen 1986 und 1989 war er Leiter der Arbeitsgruppe Bohrlochgeophysik sowie Vertreter des Leiters für den Fachbereich operative Programmdurchführung der Projektleitung des KTB (Kontinentales Tiefbohrprogramm der Bundesrepublik Deutschland) im NLfB. 1978 war er Mitbegründer des Ausbildungszentrums für Geothermische Energie in Reykjavik (Island) der Universität der Vereinten Nationen (UNU) mit Sitz in Shibuya (Präfektur Tokio).
Von 1989 bis 1991 leitete Hänel die Unterabteilung Geophysik der Geowissenschaftlichen Gemeinschaftsaufgaben des NLfB, aus dem das Leibniz-Institut für Angewandte Geophysik in Hannover hervorging. Bedingt durch die Vereinigung Deutschlands war diese Zeit geprägt durch die Erweiterung der Geowissenschaftlichen Gemeinschaftsaufgaben, deren Leiter er von 1992 bis 1998 war, die Unterstützung der Aufbaustäbe der Geologischen Landesämter und die Sicherung der  geowissenschaftlichen Datenspeicher in den neuen Bundesländern.
Neben  Berichten und Fachartikeln in wissenschaftlichen Zeitschriften war Hänel auch Autor, Koautor und Herausgeber von  Monographien zum Thema Geothermie sowie geothermischer Atlanten. Diese begründen, neben seinen Forschungsaktivitäten auf dem Gebiet der Geothermik, sein großes internationales Ansehen.

## Wirtschaftliche Tätigkeit
Im Ruhestand widmete sich Hänel verstärkt seinem Hobby, der Philatelie, und baute einen Internet-Handel mit Briefmarken auf. Dieser war spezialisiert auf Lokalpost 1945/56, Alliierte Besatzungszonen, DDR, Berlin, Bundesrepublik Deutschland sowie Deutsches Reich 1872–1945, wobei er sich besonders an seltenen Marken und Raritäten erfreute.

## Mitgliedschaften und Ehrungen
- 1973: Ruf auf eine H2-Professur für das Fachgebiet Hydrogeologie an der Johann Wolfgang Goethe-Universität Frankfurt am Main (abgelehnt)
- 1975–1987: Mitglied der International Heat Flow Commission (IHFC) der IASPEI (International Association of Seismology and Physics and the Earth’s Interior)
- 1984: Hans-Joachim-Martini-Preis für die wissenschaftlich-technischen Vorarbeiten im Rahmen des Kontinentalen Tiefbohrprogramms (KTB) sowie für die praktizierte positive Zusammenarbeit zwischen BGR/NLfB und den Hochschulinstituten
- 1991–1997: Designierter Vorsitzender, Vorsitzender und stellvertretender Vorsitzender der DGG (Deutsche Geophysikalische Gesellschaft)
- 1995: Patricius-Plakette der Geothermischen Vereinigung (GtV) für besondere Verdienste für die Entwicklung und Realisierung der europäischen Atlanten zu Untergrundtemperaturen und geothermischen Potentialen[9]